# 大垣ミナモソフトボールクラブ
大垣ミナモソフトボールクラブ（おおがきミナモソフトボールクラブ、英: Ogaki Minamo Softball Club）は、岐阜県大垣市を拠点とする女子ソフトボールチーム。JDリーグ所属。

## 概要
2010年2月、2年後に開催される岐阜国体（成年女子）への出場を見据えて創設された。チームの立ち上げに際し、増淵まり子、伊藤良恵、藤本索子などの元オリンピック選手を獲得した。
国体終了後もレガシーとしてチームは存続している。2013年に日本リーグ加盟。2022年からJDリーグ東地区所属。
ミナモは、岐阜県のマスコットキャラクター。岐阜県内を流れる清流の水面に住む妖精をイメージしている。
JDリーグにおける唯一のクラブチームで、地域密着型として岐阜県のシンボルスポーツチームのリーダー的存在となっている。選手は大垣市内の複数の企業・団体（西濃運輸、太平洋工業、イビデン、神鋼造機、サンメッセ、矢橋ホールディングス、JAにしみの、大光、日本耐酸壜工業、大垣共立銀行、大垣西濃信用金庫）に所属する。
練習及び試合は主に岐阜県大垣市の浅中公園、大垣市北公園野球場で行っている。また、2025年7月からは新たな練習場として屋内多目的施設の新田屋内運動場（愛称：ミナモスマイルドーム）を使用している。

## 歴史
- 2010年 - 2年後に開催の岐阜国体（成年女子）への出場を見据え創設[2]
- 2013年 - 日本リーグ加盟
- 2017年 - 日本リーグ2部優勝、初の1部昇格を決める
- 2022年 - JDリーグ創設に伴い、同リーグ東地区に所属となる

## 成績

### 日本リーグ戦績
日本リーグに加盟した2013年から、JDリーグ創設前の最終シーズンとなった2021年までの戦績。
| 年度 | 所属リーグ    | 総合順位 | 試合 | 勝 | 敗 | 分 | リーグ順位 | 全日本総合 | 備考              |
| ---- | ------------- | -------- | ---- | -- | -- | -- | ---------- | ---------- | ----------------- |
| 2013 | 日本リーグ2部 | HS4位    | 12   | 5  | 7  | 0  | 4位        | 2回戦      |                   |
| 2014 | 日本リーグ2部 | 3位      | 12   | 10 | 2  | 0  | 1位        | 2回戦      |                   |
| 2015 | 日本リーグ2部 | 2位      | 12   | 10 | 2  | 0  | 1位        | 2回戦      |                   |
| 2016 | 日本リーグ2部 | 3位      | 12   | 9  | 3  | 0  | 1位        | 2回戦      |                   |
| 2017 | 日本リーグ2部 | 1位      | 12   | 10 | 2  | 0  | 1位        | 1回戦      | 1部リーグ昇格決定 |
| 2018 | 日本リーグ1部 | 12位     | 22   | 5  | 17 | 0  | 12位       | 2回戦      | 2部リーグ降格決定 |
| 2019 | 日本リーグ2部 | 2位      | 12   | 11 | 1  | 0  | 1位        | -          |                   |
| 2020 | 日本リーグ2部 | 1位      | 7    | 6  | 1  | 0  | -          | 開催中止   | 1部リーグ昇格決定 |
| 2021 | 日本リーグ1部 | 10位     | 22   | 8  | 14 | 0  | 10位       | ベスト8    |                   |

### JDリーグ戦績
| 年度 | 所属リーグ | 総合順位 | 試合 | 勝 | 敗 | 分 | リーグ順位 | 皇后盃  | 備考 |
| ---- | ---------- | -------- | ---- | -- | -- | -- | ---------- | ------- | ---- |
| 2022 | JDリーグ   | -        | 29   | 10 | 19 | 0  | 東6位      | 1回戦   |      |
| 2023 | JDリーグ   | -        | 29   | 6  | 23 | 0  | 東8位      | ベスト4 |      |
| 2024 | JDリーグ   | -        | 29   | 8  | 21 | 0  | 東7位      | 2回戦   |      |

## 選手・スタッフ
2024年4月現在
| ポジション | #    | 名前               | 年齢 | 身長  | 投打  | 出身校                            | 備考             |
| 選手       | 選手 | 選手               | 選手 | 選手  | 選手  | 選手                              | 選手             |
| ---------- | ---- | ------------------ | ---- | ----- | ----- | --------------------------------- | ---------------- |
| 投手       | 15   | 櫻庭万綾           | 23歳 | 160cm | 左·左 | 福岡中央高→中京大                 | 新人             |
| 投手       | 18   | 三堀茉莉愛         | 20歳 | 159cm | 右·左 | 厚木商業高                        |                  |
| 投手       | 33   | サマンサ・ショウ   | 28歳 | 183cm | 右·右 | オクラホマ州立大                  |                  |
| 投手       | 38   | 中村美瑠           | 23歳 | 175cm | 右·右 | 佐賀女子短大付属佐賀女子高→淑徳大 | 新人             |
| 投手       | 47   | 中山日菜子         | 27歳 | 160cm | 左·左 | 宇都宮文星女子高→日本体育大       |                  |
| 捕手       | 7    | リンジー・トーマス | 31歳 | 170cm | 右·右 | ノースカロライナ大                |                  |
| 捕手       | 25   | 岩月優衣           | 20歳 | 159cm | 右·左 | 清水ヶ丘高                        |                  |
| 内野手     | 1    | 鈴村二千花         | 25歳 | 152cm | 右·左 | 鳥取城北高→日本福祉大             |                  |
| 内野手     | 3    | 小林綾実           | 24歳 | 163cm | 右·左 | とわの森三愛高→園田学園女子大     |                  |
| 内野手     | 10   | 近本和加子         | 26歳 | 161cm | 右·右 | 神戸野田高→日本体育大             |                  |
| 内野手     | 11   | 内田小百合         | 26歳 | 168cm | 左·左 | 埼玉栄高→日本体育大               |                  |
| 内野手     | 16   | 西野希美           | 27歳 | 157cm | 右·左 | 福岡大附属若葉高→環太平洋大       |                  |
| 内野手     | 17   | 成田音々香         | 23歳 | 154cm | 右·左 | 文徳高→太成学院大                 | 新人             |
| 内野手     | 23   | 小西陽菜           | 20歳 | 164cm | 右·左 | 金沢高                            |                  |
| 内野手     | 28   | 中野凜良           | 19歳 | 155cm | 右·右 | 光明学園相模原高                  | 新人             |
| 内野手     | 31   | 須藤麻里子         | 28歳 | 165cm | 右·右 | 向陽高→日本体育大                 | 選手兼コーチ     |
| 外野手     | 2    | 砂子真生           | 24歳 | 164cm | 右·左 | 花巻東高→富士大                   | 新人             |
| 外野手     | 4    | 井上美樹           | 22歳 | 160cm | 右·左 | 神村学園高伊賀                    |                  |
| 外野手     | 5    | 小林眞莉亜         | 24歳 | 158cm | 右·右 | 市立太田高→環太平洋大             | 新人             |
| 外野手     | 8    | 瀬戸口梨乃         | 25歳 | 153cm | 右·左 | 九州文化学園高                    | 前所属：太陽誘電 |
| 外野手     | 9    | 山口涼香           | 26歳 | 164cm | 右·左 | 香ヶ丘リベルテ高→園田学園女子大   |                  |
| 外野手     | 21   | 伊藤梨里花         | 27歳 | 169cm | 右·右 | 豊丘高→東海学園大                 |                  |
| スタッフ   |      |                    |      |       |       |                                   |                  |
| 監督       | 30   | 門松浩孝           | 63歳 | -     | -     | 天草高→日本体育大                 |                  |
| コーチ     | 31   | 須藤麻里子         | 28歳 | -     | -     | 向陽高→日本体育大                 | 選手兼コーチ     |

## 歴代所属選手
投手
- 増淵まり子（2010 - ？）-  シドニーオリンピック代表
- エレン・ロバーツ（2018 - 2023）-  東京オリンピック代表
- シエラ・ハイランド（2022）-  東京オリンピック代表

内野手
- 伊藤良恵（2010 - ？）-  シドニー・アテネオリンピック代表
- 藤本索子（2010 - ？）-  北京オリンピック代表

外野手
- 伊藤梨里花（2021 - 2024）- 日本競輪選手養成所第130回選手候補生（ガールズケイリン）として2025年5月入所予定